# 布拉澤·羅拉
布拉澤·羅拉（Blaž Rola，1990年10月5日—）是一位斯洛維尼亞職業網球運動員，他于2008年成为职业球员。他曾代表国家参加2013年地中海运动会，结果获得男子单打金牌和男子双打金牌。

## 外部連結
- 布拉澤·羅拉（英文/西班牙文）的官方資料
- 布拉澤·羅拉的國際網球總會 職業／青少年 官方資料（英文）
- 布拉澤·羅拉的官方資料（英文）